# Silvio Bompani
Silvio Bompani (Modena, 17 luglio 1900 – Romano Canavese, 2 ottobre 1975) è stato un calciatore italiano, di ruolo terzino.

## Carriera
Con il Modena gioca a partire dalla stagione 1919-1920 e per altri due anni in Prima Divisione, per un totale di 33 presenze.